# روشليكون
روشليكون (بالألمانية: Rüschlikon) هي بلدية سويسرية تتبع لمقاطعة هورغن في كانتون زيورخ. تبلغ مساحتها 2.94 كيلومتر مربع، ويقدر عدد سكانها بـ 5853 نسمة (حسب تعداد ديسمبر 2017).

## أعلام
- جيزا أندا
- فيرنر وولف
- أدولف كاغي
- إرنست كرامر